# Colaspoides punctipleuris
Colaspoides punctipleuris es un coleóptero de la familia Chrysomelidae.
Fue descrita científicamente en 2003 por Medvedev.